# Canton de Lasalle
Le canton de Lasalle est une ancienne division administrative française du département du Gard, dans l'arrondissement du Vigan.

## Composition
| Nom                          | Code Insee | Intercommunalité            | Superficie (km2) | Population (dernière pop. légale) | Densité (hab./km2) |
| ---------------------------- | ---------- | --------------------------- | ---------------- | --------------------------------- | ------------------ |
| Lasalle (chef-lieu)          | 30140      | CC Causses Aigoual Cévennes | 10,10            | 1 160 (2014)                      | 115                |
| Colognac                     | 30087      | CC du Piémont Cévenol       | 12,30            | 186 (2014)                        | 15                 |
| Monoblet                     | 30172      | CC du Piémont Cévenol       | 21,33            | 682 (2014)                        | 32                 |
| Saint-Bonnet-de-Salendrinque | 30236      | CA Alès Agglomération       | 3,59             | 115 (2014)                        | 32                 |
| Sainte-Croix-de-Caderle      | 30246      | CA Alès Agglomération       | 7,63             | 120 (2014)                        | 16                 |
| Saint-Félix-de-Pallières     | 30252      | CC du Piémont Cévenol       | 18,87            | 238 (2014)                        | 13                 |
| Soudorgues                   | 30322      | CC Causses Aigoual Cévennes | 25,70            | 292 (2014)                        | 11                 |
| Thoiras                      | 30329      | CA Alès Agglomération       | 22,89            | 441 (2014)                        | 19                 |
| Vabres                       | 30335      | CA Alès Agglomération       | 4,75             | 102 (2014)                        | 21                 |

## Histoire
De 1833 à 1848, les cantons de Lasalle et de Saint-André-de-Valborgne avaient le même conseiller général. Le nombre de conseillers généraux était limité à 30 par département.

## Représentation

### Juges de paix
- en 1852 : Charles de Manoël-Saumane[2]

## Photos du canton

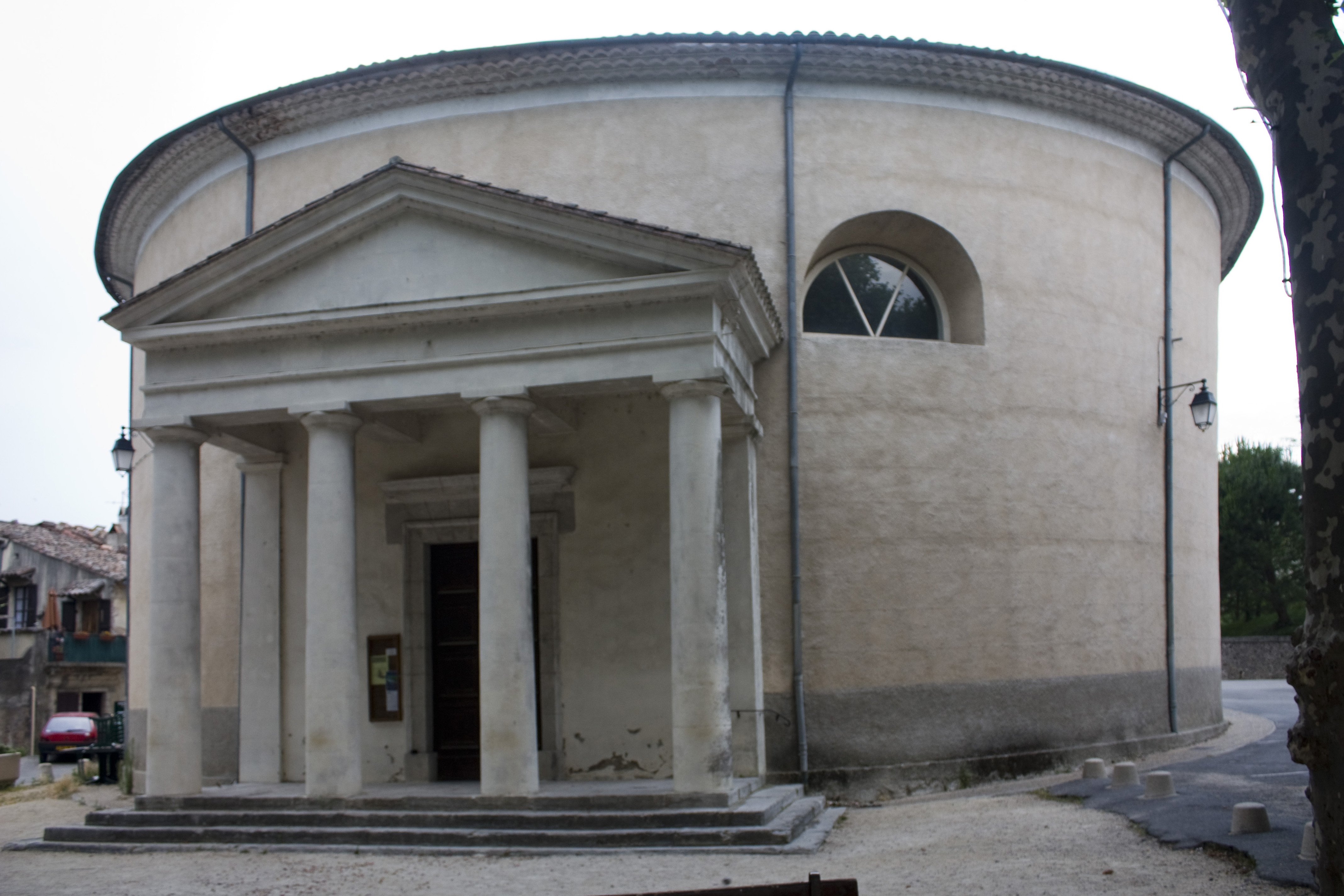
Le temple de Lasalle

### Conseillers d'arrondissement (de 1833 à 1940)
| Période                                  | Période      | Identité                   | Étiquette   | Qualité |
| ---------------------------------------- | ------------ | -------------------------- | ----------- | --- |
| 1833                                     | 1848         | Charles de Calviac         |             | Propriétaire, maire de Lasalle                                                                              |
| 1848                                     | 1852         | Henri Meyrueis             |             | Propriétaire à Thoiras                                                                                      |
| 1852                                     | 1861         | Louis Puech                |             | Drapier à Lasalle                                                                                           |
| 1861                                     | 1867         | Henri de Manoël            |             | Propriétaire à Monoblet                                                                                     |
| 1867                                     | 1878         | Henri Meyrueis             | Républicain | Propriétaire du château de Thoiras                                                                          |
| 17 février 1878                          | 1883         | Alexandre Galzin           | Républicain | Président de chambre à la Cour d'appel de Nîmes                                                             |
| 1883                                     | 1889         | Eugène Roque               | Républicain | Instituteur à Lasalle                                                                                       |
| 1889                                     | 1892 (décès) | Pierre Olivier (1853-1892) | Républicain | Propriétaire rentier, maire de Monoblet                                                                     |
| 1892                                     | 1907         | Jules Daguière             |             | Filateur à Lasalle                                                                                          |
| 1907                                     | 1919         | Jean Espaze                | PRS         | Propriétaire, maire de Saint-Bonnet                                                                         |
| 1919                                     | 1925         | M. Chauvet                 | SFIO        | |
| 1925                                     | 1931         | Henri Berthezène           | SFIO        | Propriétaire cultivateur à Soudorgues                                                                       |
| 1931                                     | 1940         | Robert Bompard             | SFIO        | Directeur d'école à Lasalle                                                                                 |
| 1940                                     |              |                            |             | Les conseils d'arrondissement ont été suspendus par la loi du 12 octobre 1940 et n'ont jamais été réactivés |
| Les données manquantes sont à compléter. |              |                            |             | |

### Conseillers généraux
| Période | Période      | Identité                                            | Étiquette                   | Qualité |
| ------- | ------------ | --------------------------------------------------- | --------------------------- | --- |
| 1833    | 1847 (décès) | Henri Meinadier                                     | Majorité ministérielle      | Lieutenant-général Ancien membre de la Chambre des Représentants (1815) Député de la Lozère (1831-1847) Propriétaire à Saint-André-de-Valborgne |
| 1847    | 1852         | Henri Marie Dumas de Marveille des Hours de Calviac |                             | Propriétaire du château de Calviac, maire de Lasalle                                                                                            |
| 1852    | 1861         | Antoine Louis Albert Pieyre                         |                             | Propriétaire à Nîmes et à Lasalle, maire de Lasalle                                                                                             |
| 1861    | 1870         | Henri Marie Dumas de Marveille des Hours de Calviac |                             | Propriétaire du château de Calviac, maire de Lasalle                                                                                            |
| 1870    | 1876         | Victor Bousquet                                     | Républicain                 | Bâtonnier de l'Ordre des avocats de Nîmes Député (1876-1889)                                                                                    |
| 1876    | 1878         | Paul Milhaud                                        | Républicain                 | Négociant à Nîmes |
| 1878    | 1904         | Henri Meyrueis                                      | Républicain                 | Propriétaire du château de Thoiras à Lasalle, conseiller d'arrondissement                                                                       |
| 1904    | 1910         | Elie Cabanis                                        | Socialiste puis SFIO        | Cultivateur Maire de Saint-Félix-de-Pallières                                                                                                   |
| 1910    | 1919         | Paul Milhaud                                        | Soc.ind.                    | Négociant à Nîmes |
| 1919    | 1928         | André Mathieu-Goirand                               | SFIO puis PC-SFIC puis SFIO | Avocat Président de la Société des mutilés et réformés de la guerre 1914-1918 de l'Arrondissement d'Alès                                        |
| 1928    | 1940         | Paul Hugon                                          | Rad.                        | Vétérinaire Directeur des abattoirs de Nîmes |
|         |              |                                                     |                             | |
| 1942    | 1945         | Jean Pintard                                        |                             | Maire de Lasalle Nommé conseiller départemental en 1942                                                                                         |
|         |              |                                                     |                             | |
| 1945    | 1975 (décès) | Robert Bompard                                      | SFIO/PSU/PS                 | Directeur d'école à Nîmes, ancien résistant Maire de Colognac, ancien conseiller d'arrondissement, suppléant du député Paul Béchard (1958-1962) |
| 1975    | 1996 (décès) | Jean Gazaix                                         | SE puis PS                  | Secrétaire de mairie, ancien résistant Maire de Soudorgues (1971-1995)                                                                          |
| 1997    | 2008         | Christian Flaissier                                 | DVD                         | Médecin généraliste Maire de Lasalle de 1989 à 1995                                                                                             |
| 2008    | 2015         | Rémy Menviel                                        | PS                          | Commerçant Maire de Colognac (2008-2020) Membre du bureau de la Communauté de communes Cévennes-Garrigues                                       |

## Démographie
| 1962  | 1968  | 1975  | 1982  | 1990  | 1999  | 2006  | 2011  | 2012  |
| ----- | ----- | ----- | ----- | ----- | ----- | ----- | ----- | ----- |
| 2 738 | 2 604 | 2 365 | 2 536 | 2 674 | 2 817 | 3 055 | 3 216 | 3 266 |